# Nadion
Nadion est une commune rurale située dans le département de Léo de la province de Sissili, dans la région du Centre-Ouest au Burkina Faso.

## Géographie
Nadion est située à 15 km à l'ouest de Léo et est traversée par la route nationale 20.